# Gioielli della Corona austriaca

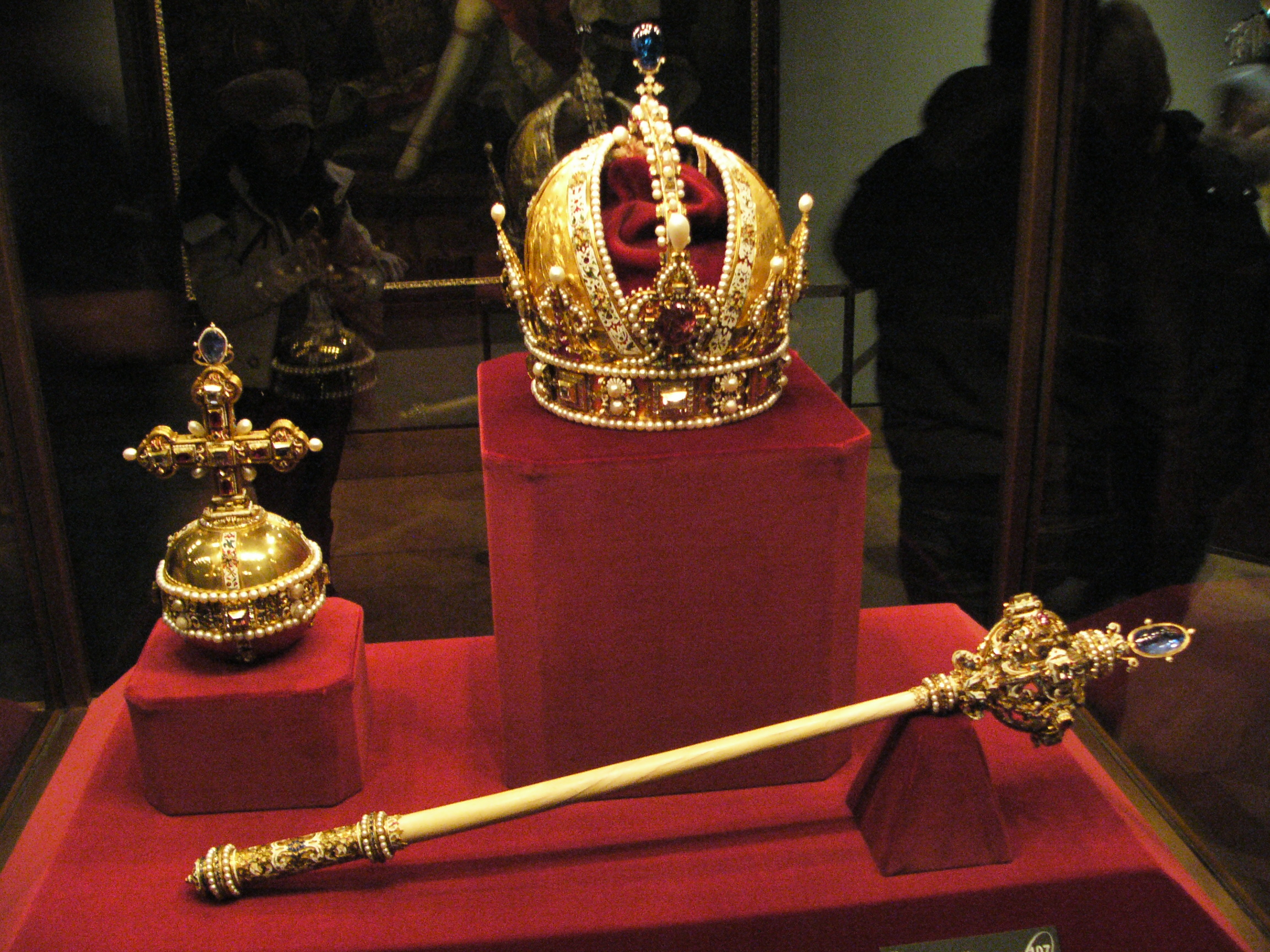
Lo scettro, il globo e la corona imperiale d'Austria

Il termine collettivo di gioielli della Corona austriaca o insegne denota le regalia e le vesti cerimoniali indossate dagli imperatori del Sacro Romano Impero appartenenti alla casa d'Asburgo in quanto anche reggenti d'Austria (e successivamente imperatori austriaci), durante la cerimonia d'incoronazione e nelle varie funzioni di stato. Il termine è riferito alle corone, agli scettri, ai globi, alle spade, agli anelli, alle croci, alle reliquie ed ai vestiti stessi oltre ad una serie di oggetti connessi alla cerimonia della salita al trono del nuovo monarca.
Gran parte dei gioielli della corona austriaca sono conservati nella Schatzkammer (Tesoreria imperiale), collocata presso il palazzo di Hofburg a Vienna. Essi sono costituiti da una collezione di regalia imperiali e reali datate dal X al XIX secolo. Esse sono una delle più importanti collezioni di gioielli di stato al mondo e riflettono oltre un millennio di storia europea. I tesori possono essere suddivisi in sei sezioni fondamentali:
- Le insegne ereditarie d'Austria
- L'Impero d'Austria
- Il tesoro della casata degli Asburgo-Lorena
- Il Sacro Romano Impero
- L'eredità borgognona e l'Ordine del Toson d'oro
- Il tesoro ecclesiastico

Gli oggetti più rilevanti sono rappresentati dalle insegne ereditarie d'Austria, tra le quali spicca la corona imperiale, il globo imperiale e il mantello dell'Imperatore d'Austria, oltre al vestito dell'incoronazione de re del Regno Lombardo-Veneto (altra dipendenza austriaca). La corona imperiale, il globo, la croce e la sacra lancia del Sacro Romano Impero sono comprese nel patrimonio familiare ma difatti sono ascrivibili territorialmente al Sacro Romano Impero. Le prime cinque parti sono definite come Weltliche Schatzkammer (tesoro secolare) mentre la parte ecclesiastica viene definita col nome di Geistliche Schatzkammer (tesoro spirituale). La Schatzkammer si trova sotto l'amministrazione del Kunsthistorisches Museum di Vienna.

## Le insegne ereditarie d'Austria
L'Austria, nel corso dei secoli, iniziò un percorso espansionistico e di prestigio che la portò dapprima al grado di ducato e poi di arciducato, acquisendo un ruolo fondamentale nell'area tedesca. La casa di Babenberg e poi la dinastia degli Asburgo furono margravi, duchi e poi arciduchi del feudo. Dopo la morte dell'ultimo duca della casata dei Babenberg, Federico II, nel 1246, il re Ottocaro II prese arbitrariamente possesso del trono. Egli, ad ogni modo, venne sconfitto dal re di Germania Rodolfo d'Asburgo nel 1278, con l'aiuto dei figli Alberto e Rodolfo. Rodolfo quindi installò suo figlio Alberto come arciduca d'Austria. La cerimonia che ebbe luogo non era una vera e propria incoronazione, ma piuttosto un omaggio agli Stati del parlamento (Erbhuldigung). Il parlamento, a sua volta, giurava obbedienza al nuovo regnante e, allo stesso tempo, si garantiva i propri privilegi. Comunque, anche in questa cerimonia vennero utilizzate le insegne regali.
Le insegne di questa sezione sono costituite da:
- Il tocco arciducale o coroncina arciducale, fatta realizzare da Giuseppe II per la sua entrata a Francoforte sul Meno ove venne incoronato Re dei Romani nel 1764. Esso si trova oggi nel Monastero di Klosterneuburg nella Bassa Austria.
- Il tocco ducale o cappello di Stiria venne fatto realizzare sempre per conto di Giuseppe II per commemorare la sua prerogativa di sovranità ducale su quel territorio e viene oggi conservato nel Landesmuseum Joanneum di Graz, in Stiria.
- Il globo e lo scettro vennero utilizzati come insegna del Regno di Boemia sino all'inizio del XVII secolo.

## L'Impero d'Austria

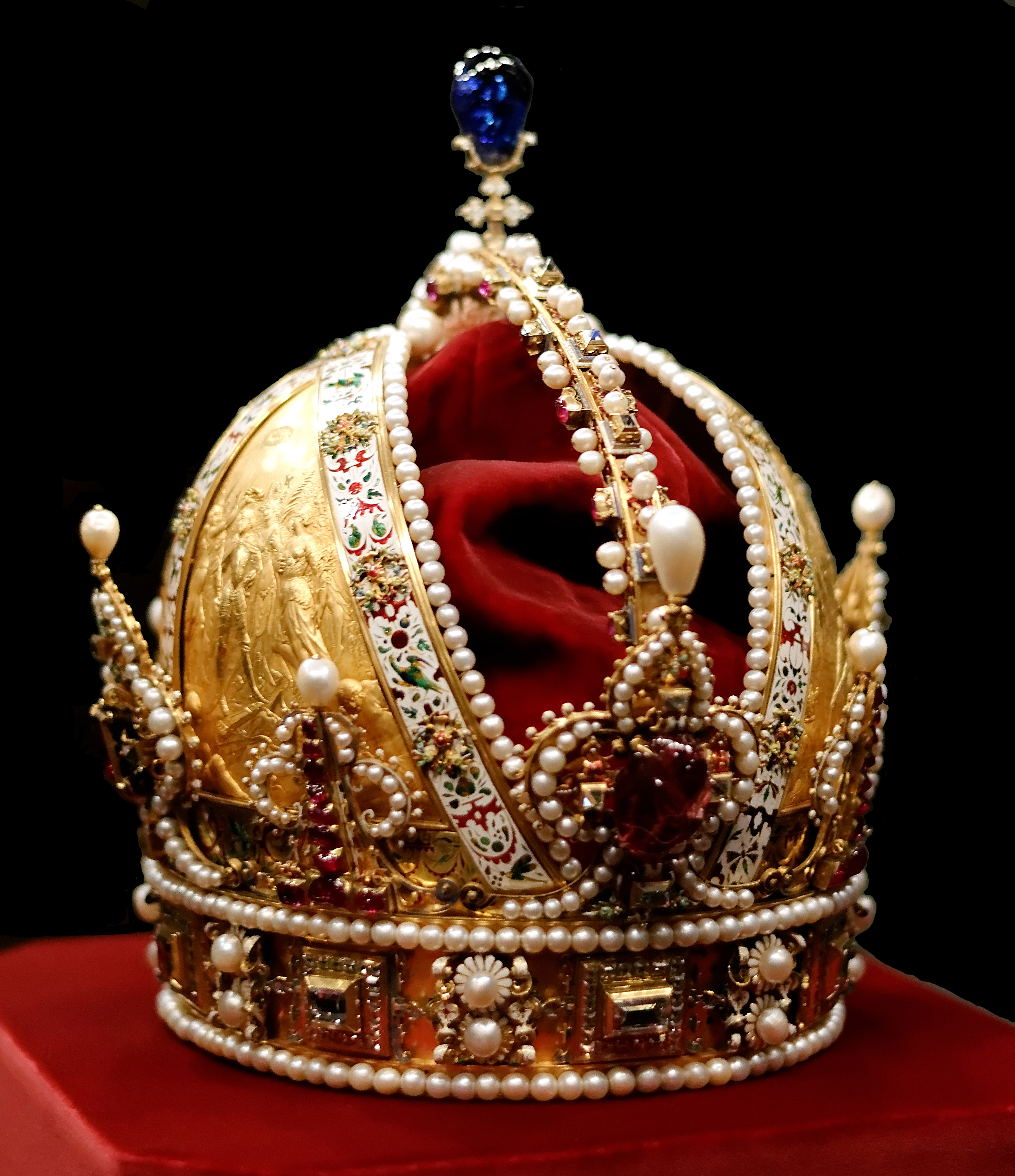
Corona imperiale d'Austria

Tra le regalia più importanti dell'Impero d'Austria è compresa:

- la corona di Rodolfo II, poi corona dell'Impero Austriaco, (realizzata da Jan Vermeyen a Praga nel 1602). Essa è realizzata in oro puro, parzialmente smaltata e decorata con diamanti, rubini, spinelli, zaffiri e perle oltre ad una copertura di velluto. La corona e le insegne del Sacro Romano Impero erano conservate a Norimberga ed erano utilizzate unicamente per le cerimonie di incoronazione. Per tutte le altre occasioni ufficiali, gli imperatori dovettero commissionare delle corone personali che, ad eccezione di quella di Rodolfo II, sono sopravvissute unicamente nei disegni in quanto vi era la tradizione di spezzarle alla morte del monarca. Quella di Rodolfo II è ancora oggi uno dei migliori lavori al mondo per quanto riguarda l'arte orafa ed è miracolosamente sopravvissuta forse proprio per la sua raffinatezza e bellezza alla morte del sovrano nel 1612. La corona di Rodolfo II si compone di tre elementi distinti che simboleggiano i tre diritti di governo dell'Imperatore: la base con i gigli realizzata sul modello delle corone di Boemia ed Ungheria, così come la somiglianza con la mitria dorata richiamano ad un diritto divino dell'Imperatore di regnare. Il grande zaffiro in cima alla corona simboleggia la speranza del Paradiso. Sotto l'influenza di Napoleone, l'imperatore Francesco II d'Asburgo-Lorena dissolse il millenario Sacro Romano Impero, proclamando al suo posto l'Impero austriaco l'11 agosto 1804, e la corona di Rodolfo II venne utilizzata come corona ufficiale del nuovo impero.
- Lo scettro e il globo imperiale (realizzati da Andreas Osenbruck a Praga tra il 1612 ed il 1615) vennero commissionate dall'imperatore Mattia, fratello di Rodolfo II. Entrambe le insegne vennero realizzate sullo stesso stile della corona. Essi sono in oro, con alcune parti smaltate e decorati con rubini, zaffiri e perle.
- Il mantello dell'Impero Austriaco (disegnato da Philipp von Stubenrauch (1784-1848) ed eseguito da Johann Fritz, maestro gioielliere, a Vienna nel 1830) venne commissionato dall'imperatore Francesco I d'Austria per l'incoronazione di suo figlio, Ferdinando, al trono d'Ungheria. Il mantello è di velluto rosso, decorato con ermellino e foderato di seta bianca. Il velluto è ricamato con fili d'oro e motivi a forma di aquila bicipite recante lo stemma dell'Austria. Il bordo è decorato con foglie di quercia e d'alloro.
- Le vesti dell'incoronazione del Regno Lombardo-Veneto (anch'esse disegnate da Philipp von Stubenrauch ed eseguite da Johann Fritz a Vienna nel 1838) vennero modellate sul modello di quelle austriache, ma realizzate in velluto blu e arancio, con ricami in bianco, oro e argento, oltre ad una bordatura di ermellino. Il termine del mantello era contraddistinto da una fila di medaglioni nei quali era ricamata la Corona ferrea, simbolo della Lombardia e del nuovo regno, alternate a foglie di palma, quercia e alloro. Dopo la caduta di Napoleone e la conclusione delle trattative del Congresso di Vienna, venne creato il Regno Lombardo-Veneto sotto la giurisdizione dell'Austria. Quando Ferdinando I d'Austria venne incoronato Re del Lombardo-Veneto nel Duomo di Milano il 6 settembre 1838, si avvertì la necessità di realizzare insegne appropriate per la cerimonia d'incoronazione, dal momento che esisteva già solamente la Corona ferrea. Quando gli austriaci nel 1859 vennero costretti a lasciare l'Italia a seguito del Risorgimento, queste vesti vennero trasportate a Vienna.

## Il tesoro della casata degli Asburgo-Lorena
Il tesoro della casata degli Asburgo-Lorena comprende oggetti preziosi di uso quotidiano degli imperatori della dinastia degli Asburgo-Lorena e più genericamente della casa d'Asburgo. La collezione si presenta molto vasta e come tale solo una parte degli oggetti che ne fanno parte vengono esposti con regolarità.

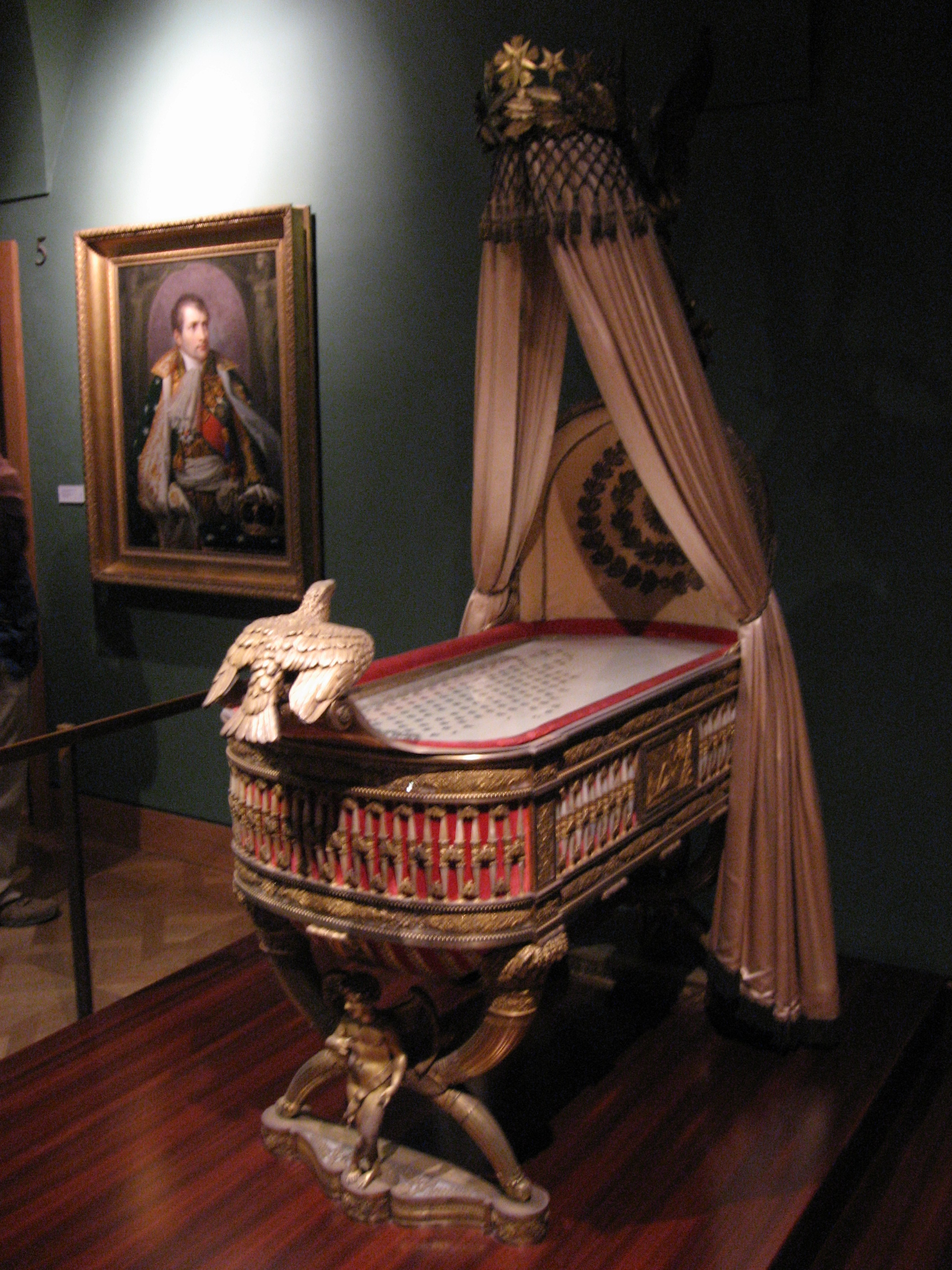
La culla del Re di Roma

- La culla del Re di Roma venne commissionata dalla città di Parigi come dono per Napoleone e per sua moglie, l'imperatrice Maria Luisa d'Austria, alla nascita del loro figlio ed erede, Napoleone II. Essa venne costruita da Pierre-Paul Prud'hon (1758-1813), Henri-Victor Roguier (1758-1830), Jean-Baptiste-Claude Odiot (1763-1850) e Pierre-Philippe Thomire (1751-1843). Essa venne realizzata a Parigi nel 1811. La culla si presenta ancora oggi in argento smaltato e decorata con oro, madreperla, rame e velluto, oltre a un telo di seta e tulle con ricami d'oro e d'argento. Due angeli portano il piccolo baldacchino sopra la testa del bimbo, mentre un'aquila è posta ai piedi della culla, guardante il bambino. Le api, simbolo della dinastia imperiale bonapartista, decorano i lati. La culla risultò subito però più un simbolico trono che una reale culla e subito ne venne commissionata una più pratica e semplice che attualmente si trova al museo del Louvre.

Tra gli altri oggetti di questa sezione si ricordano:
- Preziose vesti di battesimo, mantelli e candelieri.
- Oggetti di battesimo, ampolle e vasche di manifattura spagnola.
- Un unguentario in smeraldo commissionato da Ferdinando II e prodotto a Praga nel 1641 da Dionysio Miseroni. Esso è ricavato da un singolo smeraldo di 2680 carati con degli smalti in oro e decorazioni.
- Pietre preziose come il "La Bella" e altri gioielli di uso quotidiano.

Altro oggetto di rilievo è:
- La corona di István Bocskay. Questo principe della Transilvania si schierò con i turchi ottomani durante la loro guerra con gli Asburgo. Come segno di gratitudine, gli ottomani gli inviarono una corona, probabilmente di fattura persiana, risalente al XVII secolo. Alla sua morte essa venne portata a Vienna nel 1609. Essa è realizzata in oro con diverse pietre preziose e perle. Dal momento che gli ottomani non utilizzavano corone, essa venne modellata sull'esempio del kamelaukion bizantino, un copricapo simile a quelli usati nella Chiesa ortodossa.

## Il Sacro Romano Impero

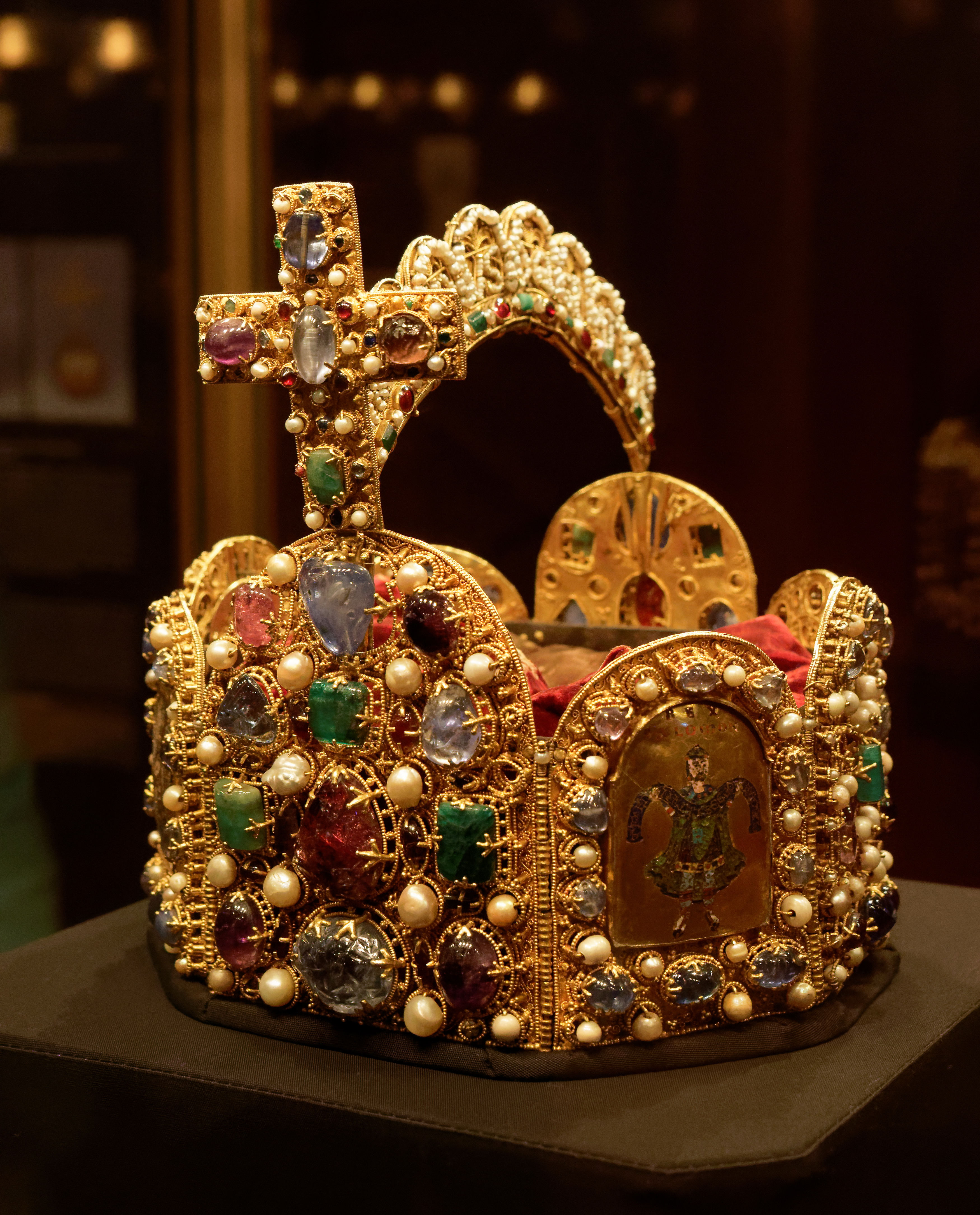
La corona imperiale conservata nella Schatzkammer a Vienna

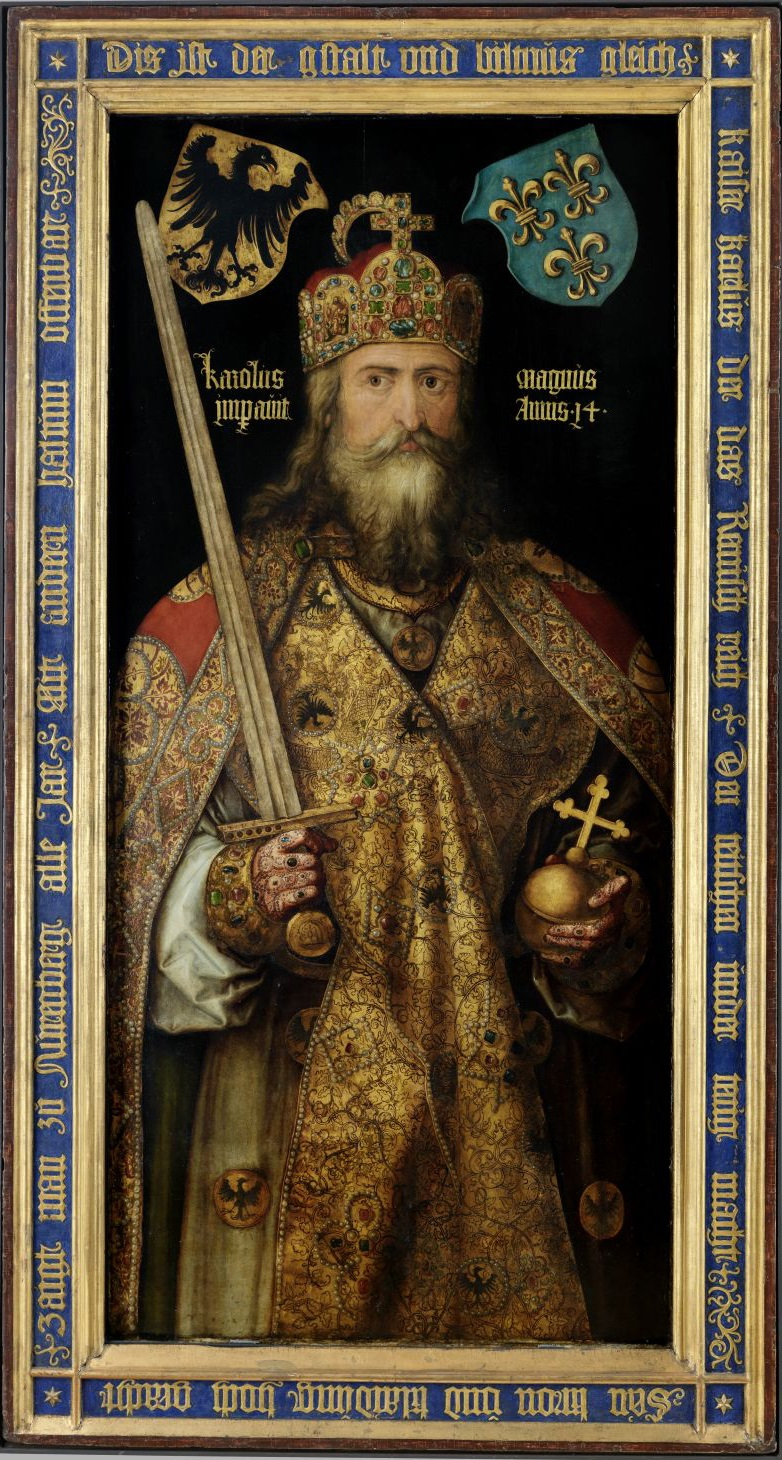
Carlomagno mentre indossa le regalìa imperial in un ritratto immaginario di Albrecht Dürer.

Le regalia imperiali sono difatti le insegne del Sacro Romano Impero. Dopo il 1438 il Sacro Romano Impero fu infatti governato sempre dalla famiglia degli Asburgo, con la sola breve eccezione di Carlo VII. Dal 1508, dopo la sua elezione, il re di Germania poté considerarsi automaticamente eletto al grado di imperatore, che difatti coincideva territorialmente sulla medesima giurisdizione de facto. Si rese così superflua l'attesa della conferma papale.

Il pezzo più importante di questa collezione è indubbiamente rappresentato dalla corona imperiale, di antica fattura, utilizzata per la prima volta nell'incoronazione di Corrado II e per l'ultima volta nel 1792 per Francesco II.
Le regalie imperiali di norma venivano custodite a Norimberga e una piccola parte si trovava ad Aquisgrana. Ad ogni modo, con l'avanzata di Napoleone, i preziosi vennero dal 1796 portati a Vienna per sicurezza, ove rimasero sino alla dissoluzione dell'Impero nel 1806. Le città di Aquisgrana e Norimberga tentarono più volte di reclamare le regalie, ma senza successo. Fu Hitler, dopo il cosiddetto Anschluss, a riportare i preziosi a Norimberga nel 1938. Dopo la guerra, in una storia avventurosa, i gioielli vennero ritrovati dalle truppe americane in un bunker e fecero ritorno a Vienna nel 1946.
Le regalia imperiali sono composte da molti pezzi, molti dei quali sfiorano il millennio di vita e rappresentano una delle più importanti e complete collezioni di regalie medievali al mondo. Tra gli oggetti di maggior rilievo ricordiamo:
- Bibbia imperiale
- Borsa di Santo Stefano
- Spada di Carlomagno
- Corona imperiale
- Croce imperiale
- Lancia sacra
- Spada imperiale
- Globo imperiale
- Mantello imperiale dell'incoronazione
- Spada imperiale cerimoniale
- Scettro imperiale
- Paramenti imperiali
- Reliquiari vari

## L'eredità borgognona e l'Ordine del Toson d'oro

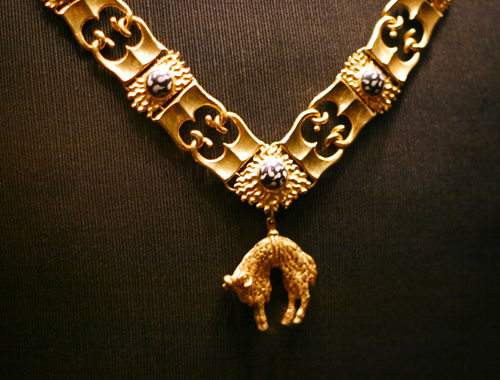
Collare dell'Ordine del Toson d'oro esposto nella Schatzkammer di Vienna, Austria.

- L'eredità borgognona è costituita da oggetti che fanno parte dell'immenso tesoro dei duchi di Borgogna. Tra quelli presenti in esposizione si trova il sontuoso globo che venne realizzato per il duca Filippo il Buono (regnante dal 1419 al 1467). Esso venne ottenuto a partire da un singolo cristallo e venne decorato in oro e pietre preziose.
- L'Ordine del Toson d'oro fu uno dei più prestigiosi ordini cavallereschi di tutti i tempi, dal medioevo ai giorni nostri, assieme all'Ordine della Giarrettiera britannico. Esso venne fondato dal duca di Borgogna Filippo il Buono e da Isabella del Portogallo sua moglie nel 1430 sul tema della leggenda di Giasone e del Vello d'oro.

Questa collezione comprende numerosi collari dell'ordine oltre a vesti cerimoniali, potenze (cotte d'arme degli araldi), vesti liturgiche dell'Ordine, altari, ecc.

## Il tesoro ecclesiastico
Il tesoro ecclesiastico (conosciuto in tedesco col nome di Geistliche Schatzkammer) contiene numerosi pezzi liturgici come croci, altari, reliquiari, icone, statue di santi e altri oggetti utilizzati per la preghiera alla corte degli Asburgo. La collezione è molto vasta e solo una parte di questa viene mostrata stabilmente, mentre il resto viene esposto ciclicamente in mostre apposite.
- La croce-reliquiario del re Luigi il Grande d'Ungheria è una bella doppia croce in oro e argento, smaltata e con pietre preziose. In essa si trovano alcuni frammenti della croce di Cristo incastonati in teche di cristallo di rocca. Questo reliquiario si dice sia appartenuto al re Luigi d'Ungheria e venne prodotto in Ungheria o a Napoli probabilmente tra il 1370 ed il 1382.
- L'altare casalingo in diaspro, realizzato in diaspro appunto da Ottavio Miseroni a Praga, probabilmente attorno al 1620 per la preghiera personale dell'Imperatore.
- Reliquiario con il chiodo della Croce, realizzato ad Augusta attorno alla metà del XVII secolo.
- Quadro della Madonna dei fringuelli realizzata dai Tarascan da Juan Baptiste Cuiris a Michoacán (Pátzcuaro), Messico, attorno al 1550-1580. Il quadro rappresenta la Vergine Maria completamente circondata da pappagalli e fringuelli.
- L'Ainkhürn (corno di un unicorno) è un pezzo particolare che merita una menzione specifica. Originariamente ritenuto di un vero unicorno, esso venne considerato più costoso dell'oro per via del suo potere magico. Esso è in realtà il corno di un narvalo che venne donato all'Imperatore come ultima traccia dell'esistenza dell'animale mitologico dell'unicorno.
- L'Achatschale (la bacinella di agata) è una bacinella con delle iscrizioni che apparvero senza essere scolpite da mano umana col nome di Gesù Cristo. Esso venne considerato tra i possibili Santo Graal esistenti al mondo.